# Brink (Gummersbach)

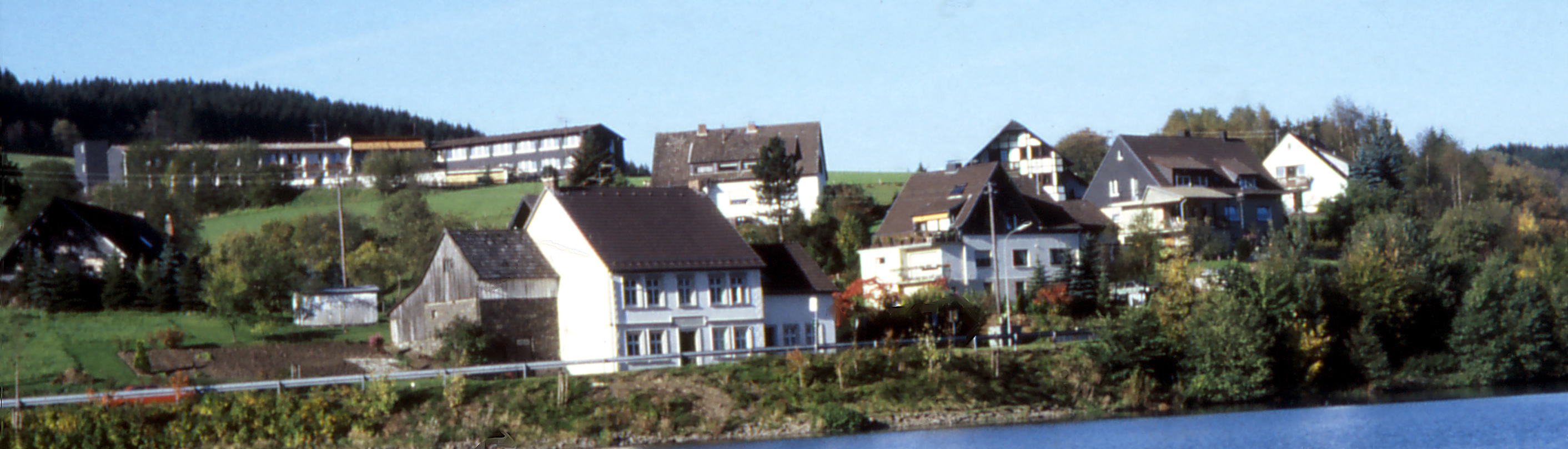
Brink 1989

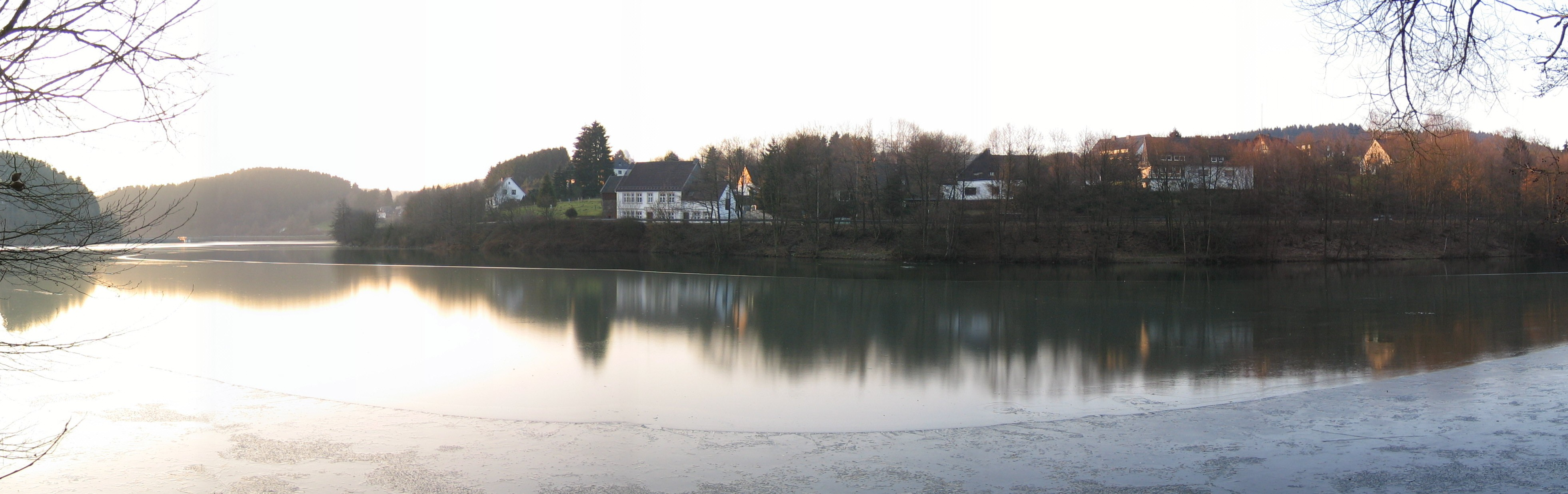
Brink 2005

Brink ist ein Ortsteil von Gummersbach im Oberbergischen Kreis im Regierungsbezirk Köln in Nordrhein-Westfalen (Deutschland).

## Geographie
Der Ort liegt gut sechs Kilometer nordwestlich des Stadtzentrums am Vorstaubecken der Aggertalsperre. Die Landstraße 323, Hauptverbindungsweg zwischen Gummersbach und Meinerzhagen, tangiert das Örtchen unmittelbar. Nachbarortsteile sind Deitenbach und Bruch.

## Geschichte
Brink entstand laut Siedlungsforschung in der neusten nachmittelalterlichen Siedlungszeit. Noch 1811 existierte lediglich ein Haus mit drei Einwohnern.

## Verkehr
Die Haltestelle von Brink wird über die Buslinie 318 (Gummersbach - (Niedernhagen -) Lieberhausen / Piene / Pernze) angeschlossen.